# 피아골
피아골은 지리산의 주봉 가운데 하나인 반야봉에서 연곡사에 이르는 계곡을 가리킨다.

## 어원
과거 피아골에서 죽은 이의 피가 골짜기를 붉게 물들였다는 까닭에 이름이 붙었다는 설이 있으나, 본래는 이곳의 직전마을에서 오곡 가운데 하나인 피를 많이 재배한 데에서 불리는 이름이라고 한다. 다시 말해, 피밭골이 피아골로 변한 것이다.

## 같이 보기
- 지리산
- 연곡사